# Constantin Lupulescu
Constantin Lupulescu (n. 25 martie 1984, Buftea, București, România) este un șahist român amator,  începând cu anul 2006. 
A cucerit titlul de campion național la șah, în competiția seniorilor, de trei ori, în 2007, 2010 și 2011. În noiembrie 2015, era cel mai bun jucător român în activitate, cu un ELO de 2631.

## Carieră
A început practicarea sahului la vârsta de șapte ani, sub îndrumarea bunicului său. Niciun alt membru al familiei sale nu a fost sau este jucător profesionist de șah. În scurt timp, a fost înscris la un club de șah, chiar dacă, la început, tatăl său s-a opus acestei inițiative.
La 12 ani, pe când era legitimat la Clubul Central din București, a devenit campion național la grupa sa de vârstă. La 16 ani a început pregătirile sub îndrumarea antrenorului Mihai Ghindă, alături de care a rămas în următorii opt ani ai carierei sale. În prezent nu are un antrenor.
Momentan este legitimat la Clubul Sportiv Universitar ,,ASE" București. Concurează și în prima ligă din Germania, Bundesliga la șah, pentru echipa Turm Trier. În prezent, este cel mai bine cotat jucător al acestei echipe. La Turm Trier, coleg de echipă îi este un alt român, Andrei Cioară. Concurează și pentru cluburile Panionios GSS (Grecia), Belfort Echecs (Franța), Aquaprofit Nagykanizsai Tungsram Sakk-club (Ungaria).

## Palmares

##### Juniori
În 1998, la vârsta de 14 ani, a cucerit medalia de bronz la Campionatul European pentru Juniori sub-14 ani disputat la Mureck (Austria). În 2000, a fost medaliat cu bronz la Campionatul European pentru cadeți de la Kallithea (Grecia).În 2001, a cucerit, împreună cu echipa României, medalia de argint la Campionatul European pe Echipe, în competiția juniorilor sub-18 ani. Din echipa care a participat la competiția din Balatonlelle (Ungaria) au mai făcut parte Gergely Szabo, Valentin Răceanu, Vlad-Cristian Jianu și Bogdan Vioreanu.
În 2002, a cucerit, împreună cu echipa României, medalia de aur la Campionatul European pe Echipe, în competiția juniorilor sub-18 ani, disputată tot la Balatonelle. Ceilalți patru membri ai echipei României au fost Vlad-Cristian Jianu, Bogdan Vioreanu, Andrei Murariu și Vlad-Victor Barnaure.
În 2004, a ocupat, împreună cu echipa României, locul șase la Campionatul Mondial Universitar pe Echipe, disputat la Istanbul (Turcia). Din echipă au mai făcut parte Alina Motoc, Adina Maria Bogza, Ana Cristina Calotescu, Vlad-Cristian Jianu, Florin Sebe-Vodislav și Răzvan Sebe-Vodislav.

##### Seniorat
În 2007, 2010 și 2011 a cucerit titlul de campion național, în competiția seniorilor. În 2008 și 2009, a terminat campionatul național pe locul 3.
A participat la ediția 2011 a Campionatului European de Șah, desfășurat în stațiunea franceză Aix-les-Bains. A ocupat locul 23, obținând calificarea pentru Cupa Mondială, organizată la Hantî-Mansiisk (Rusia).

## Antrenament
Constantin Lupulescu se antrenează timp de 7-8 ore pe zi, șase zile pe săptămână. Înaintea unui turneu, timpul de antrenament zilnic se poate prelungi. Nu are un antrenor. Partenerii săi de antrenament sunt, de cele mai multe ori, șahiști români ca Dieter Nisipeanu, Mircea Pârligras, Vlad Jianu, Tiberiu-Marian Georgescu, David Gavrilescu și Szabo Gergely.
Folosește site-ul de șah www.chessbase.com. Referindu-se la jocul său, a menționat într-un interviu acordat în 2011 că "Cred că, în jocul de șah, mai am mult de crescut, pot fi mult mai bun".
Pentru a se dedica jocului de șah, a decis să renunțe la studiile superioare. Astfel, după absolvirea liceului "Mihail Kogălniceanu", din Snagov, Constantin Lupulescu nu a candidat pentru admiterea la facultate.